# Station Cimahi
Cimahi is een spoorwegstation in Cimahi in de Indonesische provincie West-Java.

## Bestemmingen
- Lokal Bandung Raya naar Padalarang en Cicalengka
- Simandra naar Purwakarta en Cibatu
- Ciremai Express naar Bandung en Semarang Tawang
- Harina naar Bandung en Surabaya Pasar Turi
- Serayu naar Purwokerto en Pasar Senen
- Argo Parahyangan naar Gambir en Bandung